# Eiskar
Das Eiskar ist der einzige bestehende Gletscher der Karnischen Alpen.

## Beschreibung
Es handelt sich um einen typischen Kargletscher, der durch seine schattige Lage und Lahnschneisen im Einzugsgebiet in der geringen Höhe von 2160–2390 m bisher überleben konnte. Das Kees konnte in guten Zeiten über eine Felswand auf die darunterliegende Valentinalm kalben. Sah es zum Wechsel in die 2000er-Jahre nach einem baldigen Übergang zum Toteis aus, so gab es in den Jahren nach 2007 Zeichen der Konsolidierung: In einigen schneereichen Wintern wuchs eine schützende Firnschicht heran, die auch im Sommer nicht abtaute und den Gletscher wachsen lässt. Da die Firnschicht von 2007 bis 2014 den Gletscher bis zu seiner Spitze einschloss, war in diesen Jahren keine Längenmessung möglich. Bei der Messung 2015 ergab sich für diesen Zeitraum ein konsolidiertes Wachstum um 6,7 m.
Der Zugang erfolgt von unten über einen Klettersteig, von oben gemächlicher über die Kellerwand. Reste von Stellungen zeugen von der Erschließung durch den Gebirgskrieg 1915–1918.

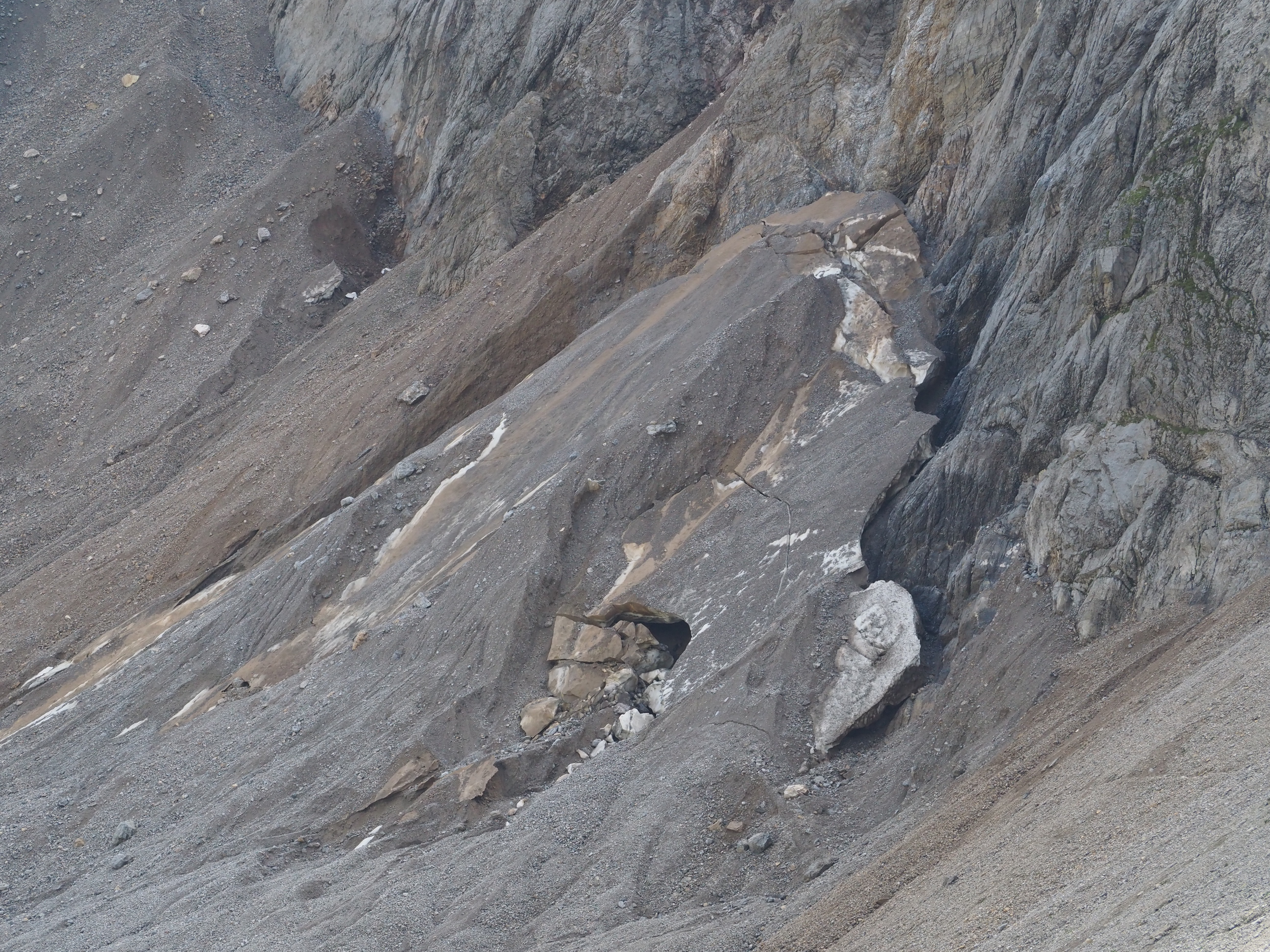
Zustand des Eiskars am 1. September 2023.

Veränderungen seit 2013
| Saison    | Veränderung                   | Tendenz    | Beleg  |
| --------- | ----------------------------- | ---------- | ------ |
| 2013/14   | Schnee                        | Stationär  | [ 4 ]  |
| 2014/2015 | +6,7 (konsolidiert seit 2006) | Stationär  | [ 7 ]  |
| 2015/2016 | -2,2                          | Rückläufig | [ 8 ]  |
| 2016/2017 | -4,3                          | Rückläufig | [ 9 ]  |
| 2017/2018 | -0,4                          | Stationär  | [ 10 ] |
| 2018/2019 | -2,5                          | Rückläufig | [ 11 ] |
| 2019/2020 | -0,3                          | Stationär  | [ 12 ] |
| 2020/2021 | Schnee                        | Stationär  | [ 13 ] |
| 2021/2022 | (Konsolidiert)                | Rückläufig | [ 14 ] |
| 2022/2023 | -2,3                          | Rückläufig | [ 15 ] |